# Авангард (ракета)
Вижте пояснителната страница за други значения на Авангард.
Авангард (на английски: Vanguard) е името на първата американска ракета-носител, предназначена за извеждане на ниска земна орбита на леки експериментални сателити, конструирана и произведена от Мартин в средата на 50-те години на 20 век.

## История
На 4 август 1955 г. група консултанти, известни като „Комитет Стюарт“, одобряват проект на USN за изстрелване на изкуствен спътник на Земята по време на международната година на геофизиката в периода 1957 – 1958 г. Това решение слага началото на проекта „Авангард“. Производството на ракетата е възложена на компанията Глен Мартин. Стойността на проекта е оценена на 20 милиона долара. В действителност крайната цена нараства почти шест пъти и достига сумата от 110 милиона долара. Работата по конструирането на носителя върви бавно, защото повечето инженери на компанията Глен Мартин работят по създаването на междуконтинентална балистична ракета Титан I – проект, който интересува Пентагона значително повече и получава приоритет като важност и финансиране. След края на Втората световна война САЩ получават предимство в разработването и експлоатацията на различни видове ракетно въоръжение. Независимо от това към средата на 50 – те години на 20 век основния съперник СССР започва да наваксва изоставането и излиза напред в тази сравнително нова област на науката. Причината е проста – в САЩ ракетните разработки вървят екстензивно, защото новото оръжие се приема с известни резерви от американските висши политически и военни ръководители. Това е така поради обстоятелството, че САЩ разполагат с гигантска армада от тежки стратегически бомбардировачи и огромен боен флот, срещу които СССР е практически беззащитен. На всичкото отгоре, Съюза е заобиколен от пръстен от американски военни бази. От тях могат да бъдат изстрелвани по-малки, но много по-точни ракети по цели на противниковата територия. И накрая, но не на последно място, американците желаят да придадат на Програмата „Авангард“ изцяло граждански облик и се отказват от използването на военни ракети, които са по-съвършени в техническо отношение и в по-напреднал стадий на еволюция. Това решение ще струва скъпо на САЩ. На СССР, неблагоприятната за страната военно-политическа ситуация се отразява отлично на развитието на ракетната техника. Единствения начин за постигане, ако не на паритет, то на „силово сдържане“, съветските ръководители виждат в развитието на новото оръжие, с помощта на което, територията на САЩ вече не изглежда толкова неуязвима. Поради ниската точност на ракетите, съветските конструктори се ориентират към създаването на тежки носители, които компенсират с мощност на ядрения, а по-късно и на термоядрения заряд. Когато започва надпреварата за проникване в космическото пространство, съветските политически ръководители нямат никакви скрупули да използват модификации на междуконтинентални балистични ракети за научни цели. Това решение, колкото логично, толкова и прагматично, довежда до това, че на 4 октомври 1957 г. СССР извежда първия изкуствен спътник на околоземна орбита. В САЩ започва т. нар. „спътникова криза“, а американското правителство е подложено на унищожителна критика за изоставането на страната в усвояването на космоса. В тази ситуация американците решават да ускорят работата по „Авангард“, но все още са далеч от мисълта да използват бойните си ракети за научни цели. Първото изстрелване на ракетата-носител е на 6 декември 1957 г. На борда се намира научно – експериментален сателит с тегло 1,36 кг. Стартът е съпроводен от небивал интерес и получава широка гласност. Ракетата обаче се издига на височина 1,20 м., след което се накренява и взривява. Тъжен факт, който няма как да обясни похарчените за създаването и средства. Посредствените инженерни решения водят до ниска надеждност и нищожна товароподемност на ракетата. Първото обстоятелство се потвърждава от факта, че от осъществени 11 изстрелвания, само три са успешни, т.е. по-малко от 30%. След серия от провали, програмата е прекратена в края на 1959 г. Ниската товароносимост на първия американски орбитален носител има и своята положителна страна. Американските инженери в стремежа си да намалят теглото на полезния товар се ориентират към „микроминиатюризация“ на електронните компоненти. Факт, който по онова време не е оценен подобаващо, но ще има колосални последици в развитието на науката през следващите десетилетия.

## Предназначение
Ракета-носител използвана за граждански цели, способна да извежда на ниска земна орбита полезен товар с тегло до 22,5 кг.

## Спецификация

### Първа степен
- Двигател – X-405.
- Тип – течногоривен.
- Тяга – 134,79 kN.
- Специфичен импулс – 248 сек.
- Време за работа 145 сек.
- Гориво – керосин.
- Окислител – течен кислород.

### Втора степен
- Двигател – AJ10-37.
- Тип – течногоривен.
- Тяга – 33,80 kN.
- Специфичен импулс – 261 сек.
- Време за работа 115 сек.
- Гориво – азотна киселина.
- Окислител – асиметричен диметилхидразин.

### Трета степен
- Двигател – Grand Central 33KS2800.
- Тип – твърдогоривен.
- Тяга – 11,56 kN.
- Специфичен импулс – 230 сек.
- Време за работа 31 сек.
- Гориво – твърдо.